# Enhaut, Pennsylvania
Enhaut, Pennsylvania (енгл. Enhaut) насељено је место без административног статуса у америчкој савезној држави Пенсилванија.

## Демографија
По попису из 2010. године број становника је 1.007.
| Група             | 2000.    | 2010.       |
| Белци             | 0 (0,0%) | 760 (75,5%) |
| Афроамериканци    | 0 (0,0%) | 115 (11,4%) |
| Азијати           | 0 (0,0%) | 4 (0,4%)    |
| Хиспаноамериканци | 0 (0,0%) | 87 (8,6%)   |
| Укупно            | 0        | 1.007       |